# Queen + Adam Lambert 2016 Summer Festival Tour
Queen + Adam Lambert 2016 Summer Festival Tourは、イギリスのロックバンドのクイーンとアメリカ合衆国の歌手のアダム・ランバートによるコラボレーションバンド、クイーン+アダム・ランバートが2016年に行ったコンサート・ツアーである。5月から6月にかけてヨーロッパ各国、9月にアジア各国を周った。

## 参加ミュージシャン
- ブライアン・メイ - エレクトリック・ギター、アコースティック・ギター、ボーカル
- ロジャー・テイラー - ドラムス、ボーカル
- アダム・ランバート - ボーカル
- フレディ・マーキュリー - ボーカル（事前録音）
- スパイク・エドニー - キーボード、バッキング・ボーカル
- ニール・フェアクロー - ベースギター、バッキング・ボーカル
- ルーファス・タイガー・テイラー - パーカッション、ドラムス、バッキング・ボーカル

## ツアー日程
| 日付          | 都市               | 国             | 会場                                 |            |            |
| ヨーロッパ    | ヨーロッパ         | ヨーロッパ     | ヨーロッパ                           | ヨーロッパ | ヨーロッパ |
| ------------- | ------------------ | -------------- | ------------------------------------ | ---------- | ---------- |
| 2016年5月20日 | リスボン           | ポルトガル     | ベラ・ヴィスタ公園                   |            |            |
| 2016年5月22日 | バルセロナ         | スペイン       | パラウ・サン・ジョルディ             |            |            |
| 2016年5月25日 | リンツ             | オーストリア   | リンツァー・シュターディオン         |            |            |
| 2016年5月27日 | ケルン             | ドイツ         | ラインエネルギーシュタディオン       |            |            |
| 2016年5月29日 | イェリング         | デンマーク     | イェリング・フェスティバル・グランズ |            |            |
| 2016年6月3日  | ヘルシンキ         | フィンランド   | カイサニエミ公園                     |            |            |
| 2016年6月5日  | タリン             | エストニア     | タリン歌の広場                       |            |            |
| 2016年6月9日  | セルヴェスボリ     | スウェーデン   | スウェーデン・ロック・フェスティバル |            |            |
| 2016年6月12日 | ニューポート       | イングランド   | ワイト島音楽祭                       |            |            |
| 2016年6月15日 | ブリュッセル       | ベルギー       | パレ12                               |            |            |
| 2016年6月17日 | チューリッヒ       | スイス         | ロック・ザ・リング                   |            |            |
| 2016年6月19日 | オシフィエンチム   | ポーランド     | Stadion Sportowy MOSIR               |            |            |
| 2016年6月21日 | ブカレスト         | ルーマニア     | 憲法広場                             |            |            |
| 2016年6月23日 | ソフィア           | ブルガリア     | ゲオルギ・アスパルホフ・スタジアム   |            |            |
| 2016年6月25日 | パドヴァ           | イタリア       | ヴィラ・コンタリーニ                 |            |            |
| アジア        |                    |                |                                      |            |            |
| 2016年9月12日 | テルアビブ・ヤフォ | イスラエル     | ヤーコン・パーク                     |            |            |
| 2016年9月17日 | シンガポール       | シンガポール   | マリーナベイ・ストリート・サーキット |            |            |
| 2016年9月19日 | 台北               | 中華民国       | 南港展覧館                           |            |            |
| 2016年9月21日 | 東京               | 日本           | 日本武道館                           |            |            |
| 2016年9月22日 | 東京               | 日本           | 日本武道館                           |            |            |
| 2016年9月23日 | 東京               | 日本           | 日本武道館                           |            |            |
| 2016年9月26日 | 上海               | 中華人民共和国 | メルセデス・ベンツアリーナ           |            |            |
| 2016年9月28日 | 香港               | 中華人民共和国 | アジアワールド・エキスポ             |            |            |
| 2016年9月30日 | バンコク           | タイ           | インパクト・ムアントーンターニー     |            |            |